# فایوی
فایوی (به انگلیسی: Fyvie) یک روستا در بریتانیا است که در آبردین‌شایر واقع شده‌است.